# Athetis lepigone
Athetis lepigone is een vlinder uit de familie uilen (Noctuidae). De wetenschappelijke naam is voor het eerst geldig gepubliceerd in 1860 door Moschler.
De soort komt voor in Europa.